# Phare de Brockton Point
Le phare de Brockton Point est un phare situé sur Brockton Point dans le Parc Stanley  à Vancouver dans le District régional du Grand Vancouver (Province de la Colombie-Britannique), au Canada.
Ce phare fut géré par la Garde côtière canadienne . Il a été désactivé en 2008.

## Histoire
Le premier phare avait été mis en service en 1890 sur cet emplacement. En 1914, la station est reconstruite sur la conception de l'ingénieur William Patrick Anderson.
Le bâtiment du gardien a été détruit en 1950 et le phare a été automatisé en 1956.
Le phare a été officiellement désaffecté en 2008. S'il appartient encore à la Garde côtière canadienne, il est géré maintenant par le Vancouver Park Board (en).

## Description
Le phare est une tour carrée blanche avec une bande rouge, avec une galerie et une lanterne rouge, de 10,5 m de haut. Il émet, à une hauteur focale de 33 m, deux éclats blancs toutes les 5 secondes. Sa portée nominale est de 15 milles nautiques (environ 28 km).
Identifiant : ARLHS : CAN-060 - ex-Amirauté : G-5447 - ex-NGA : 13004 - ex-CCG : 0402 .
|                              |
| Localisation du Parc Stanley |

|                            |
| Le phare de Brockton Point |

|          |
| Le phare |

### Lien connexe
- Liste des phares de la Colombie-Britannique